# Edvinas Krungolcas
Edvinas Krungolcas, né le 21 janvier 1973, est un athlète lituanien spécialiste du pentathlon moderne. Médaillé à multiples reprises en individuel et en équipe lors des championnats d’Europe et du monde, il devient vice-champion olympique à 35 ans aux jeux olympiques de 2008 à Pékin.

## Palmarès
| Discipline/Année                         | 1998 | 1999 | 2000 | 2001 | 2002 | 2003 | 2004 | 2005 | 2006 | 2007 | 2008 | 2009 | 2010 |
| ---------------------------------------- | ---- | ---- | ---- | ---- | ---- | ---- | ---- | ---- | ---- | ---- | ---- | ---- | ---- |
| Jeux olympiques Individuel               | -    | -    | -    | -    | -    | -    | 31e  | -    | -    | -    | 2e   | -    | -    |
| Championnats du monde seniors Individuel | 2e   | -    | -    | -    | 2e   | -    | -    | -    | 1e   | -    | -    | -    | -    |
| Championnats du monde seniors Équipe     | -    | 2e   | -    | 2e   | 3e   | -    | -    | -    | 1e   | -    | -    | 1e   | 1e   |
| Championnats d'Europe seniors Individuel | 3e   | -    | -    | 2e   | -    | 1e   | 1e   | 1e   | -    | -    | -    | -    | -    |
| Championnats d'Europe seniors Équipe     | -    | -    | -    | -    | -    | -    | -    | -    | -    | -    | -    | 1e   | 3e   |

Ce palmarès n'est pas complet

## Honneurs et distinctions
- En 2008, il est élu sportif de l'année.